# 胡蘿蔔蛋糕
胡蘿蔔蛋糕是一種將胡蘿蔔混入麵糊製成的蛋糕。現代大部分的胡蘿蔔蛋糕都會有奶油乳酪製成的白色糖霜。

## 歷史
胡蘿蔔蛋糕的起源尚存爭議。1591年出版的一份英文食譜中有一道名為「胡蘿蔔裡的布丁（pudding in a Carret root）」 ，基本上是把肉鑲填在紅蘿蔔裡，但其中包含了許多現代甜點中常見的元素：酥油、奶油、雞蛋、葡萄乾、甜味劑（椰棗和糖）、香料（丁子香和肉豆蔻）、刮碎的胡蘿蔔，以及作为面粉替代物的面包糠。许多饮食史歷史學家認為，现代的胡蘿蔔蛋糕起源于这种中世紀歐洲流行的胡蘿蔔布丁，由于當時糖和甜味劑都价格昂貴，胡蘿蔔常用来代替糖。 这种胡蘿蔔布丁有許多變体：铺派皮烘烤（类似南瓜派）、與醬汁一起蒸制，或是裝在模具裡并覆盖糖霜（类似聖誕布丁）。
在《L'art du cuisinier》（《厨师的艺术》）第二卷（1814年）中，曾任路易十六御厨的安托万·比维利耶收录了一道「Gâteau de Carottes」（胡萝卜蛋糕）的配方， 由於这道食谱极受歡迎，競爭者還一字不差地將其抄錄在自己的食譜書中。 1824年比维利耶在倫敦出版了其食谱的英語版，将这道蛋糕直译为“Carrot Cakes”。
19世紀另一份胡萝卜蛋糕的食譜來自凱薩奧格斯特（瑞士阿爾高州）的家政學校。 根據《瑞士烹饪遗产》记载, 胡蘿蔔蛋糕是瑞士最受歡迎的蛋糕之一，特別常用來為兒童慶生。
第二次世界大战后，受配给制以及政府对胡萝卜消费的推广，胡萝卜蛋糕的人气在英国得以复兴。

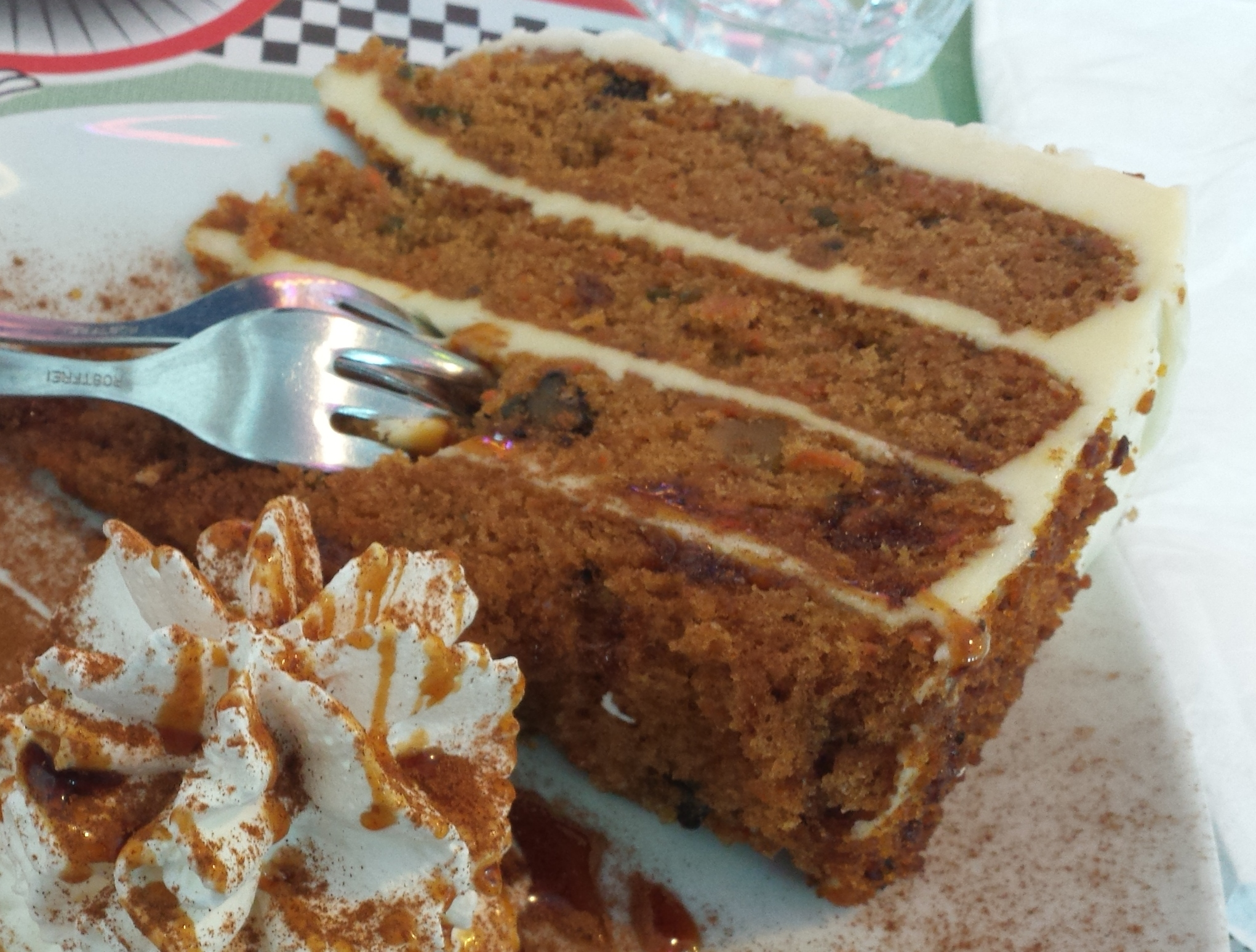
胡蘿蔔蛋糕
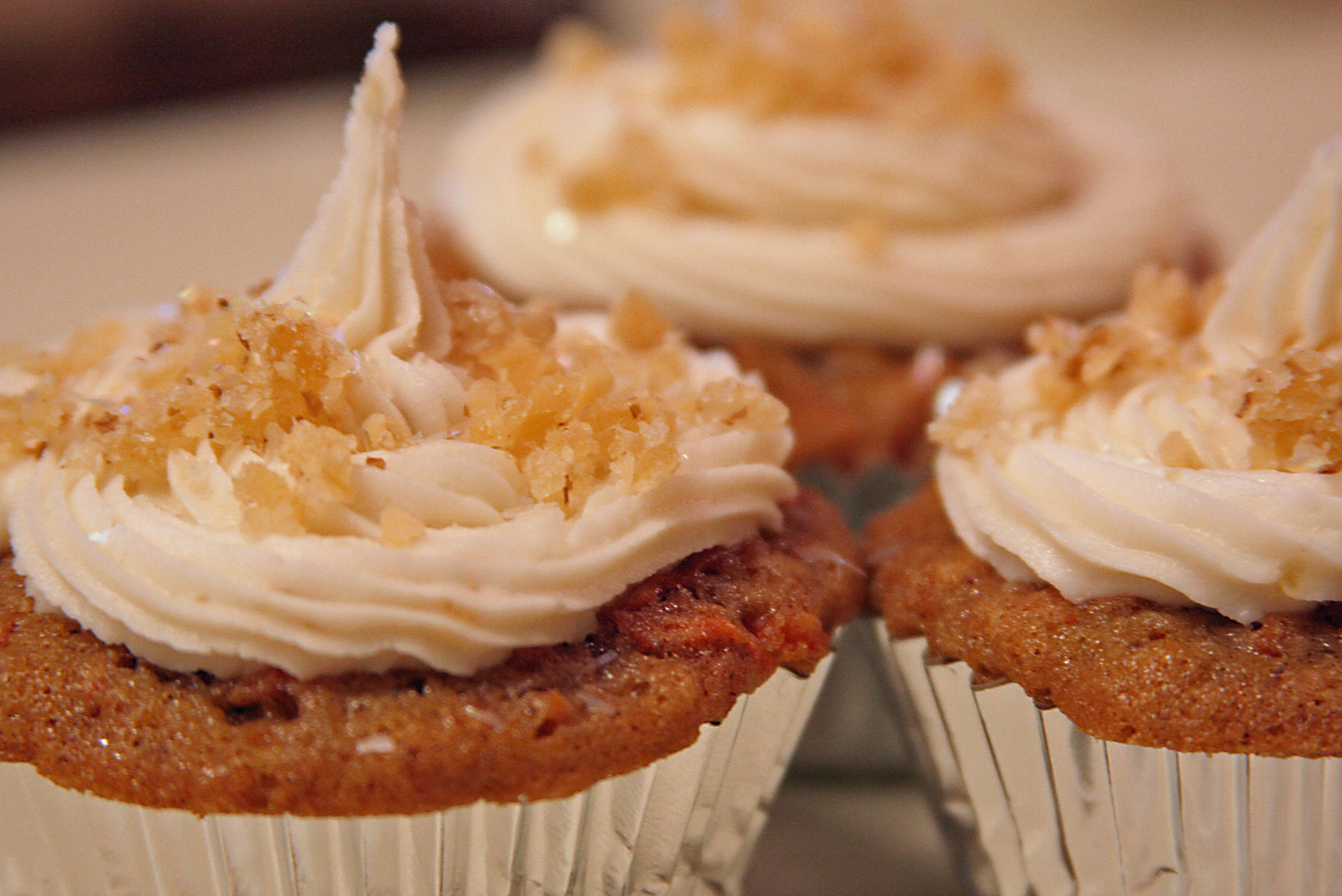
糖霜胡蘿蔔杯子蛋糕

## 註解與參考文獻
1. 1 2  Rübelitorte (Culinary Heritage of Switzerland) （页面存档备份，存于）（德語）
2. ↑  A. W. . Edward Allde. 1591  [2020-06-08]. （原始内容存档于2021-04-10）.
3. ↑  . www.carrotmuseum.co.uk.   [2018-01-15]. （原始内容存档于2021-04-25）.
4. ↑  Furlaud, Alice. . 12 July 1989  [2020-06-08]. （原始内容存档于2019-12-20） –NYTimes.com.
5. ↑  Beauvilliers, Antoine Auteur du texte. : 127–128. 31 July 1814  [2020-06-08]. （原始内容存档于2019-12-22）.
6. ↑  A. Viard; Fouret. . J.-N. Barba. 1820: 405–.
7. ↑  . 1842: 12  [2020-06-08]. （原始内容存档于2020-06-11）.
8. ↑  . London : Printed for Longman, Hurst, Rees, Orme, Brown, and Green. 31 July 1824.
9. ↑  （法語） Véronique Zbinden "Patrimoine culiraire suisse (9/14). Rueblitorte, gâteau végétal et fédéral", Le Temps, Thursday 31 July 2014, page 10.
10. ↑  Lynne Olver. . The Food Timeline.   [2012-01-01]. （原始内容存档于2019-04-07）.